# TTA – Elitserien i Racing
TTA – Elitserien i Racing var ett svenskt standardvagnsmästerskap som drevs 2011 av Touring Car Team Association.  Touring Car Team Association startades år 2010 av fyra av de största teamen inom svensk standardvagnsracing; Polestar Racing, Flash Engineering, WestCoast Racing och Brovallen Design som ett alternativ till STCC.
TTA köpte under 2010 delar av Swedish Racing League och namngav det TTA – Elitserien i Racing. Deras mästerskap, som har samma namn som evenemanget, var därför huvudklass 2012.
TTA-bilen är av typen silhouette, där chassi och drivlina är standardiserat och specialbyggt för racing och där karossen är gjuten i kompositmaterial för att efterlikna en vanlig personbil. Den är utvecklad tillsammans med det franska motorsportföretaget Solution-F. 
Mellan 2013 och 2016 var Solution-F bilarna huvudklass i Scandinavian Touring Car Championship (STCC). Därefter, till säsongen 2017, byttes reglementet från TTA mot TCR för att öka antalet team. 

## Säsonger
| År   | Förarmästare   | Teammästare     | Märkesmästare |
| ---- | -------------- | --------------- | ------------- |
| 2012 | Fredrik Ekblom | Polestar Racing | Volvo         |